# Tussenland
Tussenland is een Nederlandse film uit 2002, de film werd geprezen om z'n documentaire-achtige manier van vertellen. Hij heeft als internationale titel Sleeping Rough. De film werd vertoond op het filmfestival van Rotterdam en deed mee aan de Tiger Award-competitie.

## Plot
Majok is een vluchteling uit Afrika, en leeft in een asielzoekerscentrum waar hij maar niet kan aarden, daarom slaapt hij vaak op een bankje in het park. Op een ochtend wordt hij wakker op een bankje ergens in het weiland. Daar staat de oude Jakob voor hem die mopperend roept dat het zijn bankje is. Daar heeft Majok maling aan en zal nog vaker terugkeren naar datzelfde bankje. Naarmate de twee elkaar steeds vaker tegenkomen ontstaat er een hechte vriendschap tussen de twee, wat vreemd is omdat ze elkaar niet verstaan, Jakob nodigt hem zelfs bij hem thuis uit.

## Cast
- Jan Munter ..Jakob
- John Kon Kelei ..Majok
- Willem Smit ..Koos
- Ingeborg Uyt den Boogaart ..Meiti
- Cynthia Abma ..leraar

## Prijzen
- Mannheim - Heidelberg international filmfestival - Prijs van de Jury
- Filmfestival Rotterdam - Tiger Award